# Theka
Onder theka wordt in de Hindoestaanse muziek verstaan: de tala in zijn oergestalte, mét de basis-boles.
Er wordt in het spelen van de theka op de tabla een strikt onderscheid gemaakt tussen de zware sam- of thali- (mét de bayan), en de lichte, khali-, vibhags (maten) van de theka (voornamelijk met de dayan), behalve in de uitvoeringspraktijk van de Farukhabad gharana.